# Juan Manuel Beruti
Juan Manuel Beruti (Buenos Aires, 1777-1856) fue un funcionario público y militar argentino, autor de una obra de extraordinario valor documental: sus Memorias Curiosas, que reseñan la historia de la ciudad de Buenos Aires entre las Invasiones Inglesas y la época del Estado de Buenos Aires.

## Biografía
Muy joven, en 1790, se hizo cargo de continuar un listado en el que alguien –Beruti solo lo identificó como “un amigo”– había ido consignando los nombres de los principales miembros del Cabildo de Buenos Aires, junto con escasas anotaciones marginales. 
Hacia 1806, durante las Invasiones Inglesas, Beruti comenzó a enriquecer el texto con anotaciones cada vez más extensas, convirtiendo la primitiva lista en una especie de diario de acontecimientos, curiosidades y personajes del Buenos Aires de su época.
Como él mismo lo consignó en sus Memorias, en 1812 fue designado sobre-estante, pagador y tesorero del Real Cuerpo de Artillería y, poco después, fue alcalde de barrio.
Durante toda su existencia continuó ampliando el texto, informando acerca de la guerra de la Independencia, la guerra del Brasil y las guerras civiles. Sus anotaciones continuaron hasta el año 1855 poco entes de su muerte, ocurrida el 28 de enero de 1856.
Era hermano de Antonio Luis Beruti, militar revolucionario que participó en la Revolución de Mayo.

## LasMemorias
A la muerte de su autor, el texto consta de tres volúmenes: El primero, de 473 folios, que comienza en 1717 y finaliza el 32 de diciembre de 1829; el segundo, que se inicia el 9 de enero de 1844 y termina el 1º de octubre de 1855 y el tercero, que contiene documentos originales y copias de diversa índole, consta de 220 folios, y comprende los años de 1767 a 1809.
El lapso que va desde 1830 hasta 1843, y la obra de Beruti no cubre, lo explica el autor manifestando que, ante el temor de que la Mazorca revisara su casa y pudiera secuestrarle esa parte de su escrito, que integraba otro volumen, a pedido de su hijo, Juan Ángel, se lo entregó para que lo ocultara y nunca más lo recuperó.
José María Beruti, otro hijo de Juan Manuel, dona los manuscritos originales del texto al doctor Dardo Rocha el 28 de mayo de 1869. Los originales se conservan en el archivo particular del fundador de la ciudad de La Plata sin hacerse de conocimiento del público durante setenta y tres años. 
En 1942 el doctor Carlos Dardo Rocha, el hijo del exgobernador Dardo Rocha, lo entregó en préstamo a la Biblioteca Nacional de la República Argentina, para someterlo a la paleografía y posterior edición en la Revista del la Biblioteca Nacional (Buenos Aires, 1945, tomo XIII, págs 1-31), donde solo se publican los dos primeros volúmenes manuscritos y un sumario del contenido del tercero.
En 1960, en el marco de las conmemoraciones por el sesquicentenario de la Revolución de Mayo, el Congreso de la Nación Argentina dispone publicar cinco mil ejemplares de la Biblioteca de Mayo, Colección de Obras y Documentos para la Historia Argentina y el texto de Beruti, tal cual había aparecido en la Revista del la Biblioteca Nacional pasa a integrar dicha colección en el tomo IV, denominado Diarios y Crónicas.